# 小行星1551
小行星1551（1551 Argelander）是一颗绕太阳运转的小行星，为主小行星带小行星。该小行星于1938年2月24日发现。
該小行星以德國天文學家弗里德里希·阿格蘭德命名。

## 轨道参数
小行星1551的轨道半长轴为2.3946729 UA，离心率为0.066。